# اوگنی دراتسف
اوگنی دراتسف (روسی: Евгений Юрьевич Дратцев؛ زادهٔ ۲۴ ژانویهٔ ۱۹۸۳) ورزشکار ورزش شنا اهل روسیه است.
وی در مسابقات کشوری و بین‌المللی در مجموع برندهٔ ۴ مدال نقره و ۷ مدال برنز شده‌است.